# Pedro Moya de Contreras
Pedro Moya de Contreras, chiamato a volte Pedro de Moya y Contreras (Pedroche, 1528 circa – Madrid, 7 dicembre 1591), è stato un arcivescovo cattolico spagnolo.
Ricoprì i tre più alti incarichi della colonia spagnola della Nuova Spagna, ovvero quelli di inquisitore generale, arcivescovo di Città del Messico e viceré della Nuova Spagna. Fu il sesto viceré, e governò dal 25 settembre 1584 al 16 ottobre 1585. In questo periodo ricopriva contemporaneamente tutte e tre le posizioni.

## Carriera ecclesiastica
Moya de Contreras si laureò in diritto canonico presso l'Università di Salamanca. In seguito divenne capo della scuola cattedrale delle isole Canarie, e poi inquisitore di Murcia.
Nel 1571 fu nominato primo inquisitore generale della Nuova Spagna (e quindi primo inquisitore generale nel Nuovo Mondo). Istituì il Tribunal del Santo Oficio a Città del Messico nel 1571. Come inquisitore generale chiese agli abitanti della colonia, dagli oidor (membri dell'Audiencia), nobili e religiosi ai più umili abitanti, di giurare solennemente di difendere la fede cattolica e di perseguire gli eretici "come cani e lupi rabbiosi, infettatori di spirito e distruttori della vigna del Signore". Celebrò il primo autodafé della Nuova Spagna nel 1571.
Due anni dopo, il 15 giugno 1573, Moya de Contreras fu scelto come arcivescovo del Messico. Rimase in carica fino al 1591, anno della sua morte. Nel 1585 convocò e presiedette il Concilio Messicano III, che stabilì gli standard che la Chiesa avrebbe tenuto fino alla fine dell'epoca coloniale. Questo concilio vietò la schiavitù degli indios. Come arcivescovo e viceré, una delle sue maggiori preoccupazioni fu l'istruzione degli indigeni. Fondò il Seminario de Indias per insegnare dottrina cattolica, lettura, scrittura, canto e commercio.
Aiutò le missioni nelle Filippine e la prima diocesi in questo arcipelago (l'attuale arcidiocesi di Manila) venne eretta nel 1579 come suffraganea dell'arcidiocesi del Messico (anche se si rese indipendente già nel 1595 con la creazione di una propria provincia ecclesiastica).

## Carriera politica
Nel 1583 il viceré che aveva preceduto Moya de Contreras, Lorenzo Suárez de Mendoza, chiese a re Filippo II di nominare uno speciale visitador (ispettore reale) per aiutare a risolvere il conflitto tra viceré e Audiencia. Filippo nominò Moya, allora già arcivescovo. Come visitador raccolse le accuse contro la corruzione di oidores e di altri ufficiali del vicereame. Licenziò i primi e punì i secondi, alcuni anche tramite l'impiccagione.
Suárez de Mendoza morì nel giugno del 1583. L'Audiencia governò la colonia per i successivi 16 mesi, fino all'arrivo del nuovo viceré. Moya de Contreras continuò ad essere visitador durante l'interregno. Nel 1584 fu nominato viceré per succedere a Suárez.
Assunse l'incarico il 25 settembre 1584, diventando il titolare delle tre maggiori cariche della colonia. Grazie a questa concentrazione di poteri poté rimediare a molti dei precedenti abusi, punendo immediatamente coloro che avevano trasgredito la legge o la decenza. Questo gli causò molte inimicizie nella classe dirigente, mentre i ceti bassi lo proclamavano loro difensore. Riuscì ad aumentare considerevolmente le entrate della tesoreria.
Nel 1584 diede le dimissioni da viceré, ma mantenne gli altri titoli (incluso quello di visitador) mentre terminava i lavori lasciati in sospeso, prima di tornare in Spagna. Al suo ritorno divenne presidente del Consiglio delle Indie, carica che mantenne fino alla morte.
Moya de Contreras morì in Spagna nel dicembre del 1591, tanto povero che la corona pagò i suoi funerali. Il corpo fu inumato nella chiesa parrocchiale di Santiago, a Madrid. Lasciò molti scritti che furono raccolti nel libro Cartas de Indias, pubblicato a Madrid nel 1877.

## Genealogia episcopale e successione apostolica
La genealogia episcopale è:
- Vescovo Antonio Ruíz de Morales y Molina, O.S.
- Patriarca Pedro Moya de Contreras

La successione apostolica è:
- Vescovo Juan de Medina Rincón y de la Vega, O.S.A. (1574)
- Vescovo Francisco Gómez de Mendiola y Solórzano (1574)
- Vescovo Alfonso Graniero Avalos (1579)